# Charles Apelquist
Charles Apelquist, född cirka 1749, död 25 juli 1824 i Stockholm, var en svensk överstelöjtnant mekanikus, uppfinnare och industriman och ledamot av Konstakademien. Han är kanske främst känd för att han göt den av Sergel skapade statyn av Gustav III på Skeppsbron i Stockholm.

## Biografi
Apelquist gick en tid vid Strängnäs gymnasium. I Norrköping utbildade han sig till styckgjutare och arbetade som sådan under flera år där. 1774 hade han fått titeln löjtnant vid arméns flottas mekaniska stat, men tjänstgjorde förhållandevis lite i egentlig bemärkelse. Han besökte London minst två gånger, andra gången några år vid slutet av 1770-talet. Där studerade han instrumentmakeri och optiska hjälpmedel. Han fick uppmuntran av Daniel Solander och ekonomiskt stöd genom Pehr Wargentin från Vetenskapsakademin. I London agerade Apelquist delvis som industrispion, han kopierade olika tekniska uppfinningar och ritade av olika slags fabriker, men trots misstankar lyckades han ta sig ur landet.
1779 arbetade Apelquist i Karlskrona med konstruktion och installation av pumpar och maskiner för stockurholkning för pumpar. 1785 lät Apelquist och en kompanjon uppföra verkstäder och bostäder vid Hantverkargatan, sedermera känt som Kungl. Myntets tomt (två kvarter väster om stadshuset). Där drev han sitt ”Mechaniska Factorie”, en mekanisk verkstad och producerades så olika varor som domkrafter, skruvar av olika dimensioner i hög kvalité, och utrustning för mekanisk kardning och spinning.
Verkstaden sysselsatte som mest över 40 anställda, som med handkraft producerade i nästan industriell skala. Apelquist var också framstående producent av epåletter, medaljer och polletter, vilket ledde till att han vid Gustav III:s krig mot Ryssland 1788 – 1790 kom att medverka i Gustav III:s projekt att ge ut både ryska mynt och tvivelaktiga svenska sedlar, så kallade fahnehielmare.
Apelquist, som enbart varit teknisk expert och handlat i god tro, friades från alla anklagelser, och 1799 utnämndes han till riddare av Vasaorden, invaldes i Konstakademin 1803 och utnämndes 1808 till överstelöjtnant mekanikus i arméns flottas mekaniska stat. Medlem i Frimurarlogen.
År 1799 fick Apelquist köpa det gamla Meyerska styckgjuteriet vid Beridarebangatan och drev detta till 1813, när han sålde det. Från 1799 inrättade han dessutom ett nytt styckgjuteri vid Marieberg med ekonomiskt stöd av kronan, som övervakade hans militära produktion. Dit överfördes också verksamheten från Hantverkargatan. 1806 färdiggöts och ciselerades i Marieberg Sergels staty av Gustav III, men av olika skäl invigdes den inte förrän i januari 1808. Detta torde varit den första lyckade statygjutningen genomförd av en svensk, något som det Meyerska styckgjuteriet misslyckats med två gånger.
År 1809 sålde Apelquist verkstaden vid Hantverkargatan till Samuel Owen. Hans egen verkstad i Marieberg fick nu tydligare inriktning på textilmaskiner. Där drev Apelquist dessutom en textilfabrikation. 1816 sålde Apelquist hela Marieberg till kronan, men kvarstod som ledare för gjuteriet. 1818 avvecklade han verkstadsrörelsen. 1819 drog han sig tillbaka och bosatte sig mittemot sin första verkstad på Hantverkargatan.
Han var gift första gången med Anna Johanna Tharmouth (1761–1808) från Stockholm och andra gången med Hedvig Charlotta Wirell (1791–1839) från Strängnäs. Han fick inga barn.

### Livsgärning
Apelquists betydelse, som länge varit mindre uppmärksammad, ligger i att vara den förste i landet som startade en mekanisk verkstad som inte var knuten till ett bruk, dessutom en viktig introduktör av nya verktyg och metoder. Han inledde också Kungsholmens utveckling som en stadsdel med verkstäder och gjuterier.